# 18th Screen Actors Guild Awards
Den 18th Annual Screen Actors Guild Awards-uddeling, der hylder de bedste præstationer inden for film og fjernsyn i året 2011, blev afholdt den 29. januar 2012 i Shrine Expositin Center i Los Angeles, California for 16. år i træk.
De nominerede blev offentligggjort den 14. december 2011 af skuespillerne Regina King og Judy Greer i Los Angeles' Pacific Design Center's Silver Screen Theater.

## Nominerede

### Screen Actors Guild 48th Annual Life Achievement Award
Mary Tyler Moore

### Film

#### Outstanding Performance by a Male Actor in a Leading Role
Jean Dujardin – The Artist som George Valentin
- Demián Bichir – A Better Life som Carlos Galindo
- George Clooney – The Descendants som Matt King
- Leonardo DiCaprio – J. Edgar som J. Edgar Hoover
- Brad Pitt – Moneyball som Billy Beane

#### Outstanding Performance by a Female Actor in a Leading Role
Viola Davis – Niceville som Aibileen Clark
- Glenn Close – Albert Nobbs som Albert Nobbs
- Meryl Streep – The Iron Lady som Margaret Thatcher
- Tilda Swinton – We Need to Talk About Kevin som Eva Khatchadourian
- Michelle Williams – My Week with Marilyn som Marilyn Monroe

#### Outstanding Performance by a Male Actor in a Supporting Role
Christopher Plummer – Beginners som Hal
- Kenneth Branagh – My Week with Marilyn som Laurence Olivier
- Armie Hammer – J. Edgar som Clyde Tolson
- Jonah Hill – Moneyball som Peter Brand
- Nick Nolte – Warrior som Paddy Conlon

#### Outstanding Performance by a Female Actor in a Supporting Role
Octavia Spencer – Niceville som Minny Jackson
- Bérénice Bejo – The Artist som Peppy Miller
- Jessica Chastain – Niceville som Celia Foote
- Melissa McCarthy – Brudepiger som Megan
- Janet McTeer – Albert Nobbs som Hubert Page

#### Outstanding Performance by a Cast in a Motion Picture
Niceville 

Jessica Chastain, Viola Davis, Bryce Dallas Howard, Allison Janney, Chris Lowell, Ahna O'Reilly, Sissy Spacek, Octavia Spencer, Mary Steenburgen, Emma Stone, Cicely Tyson og Mike Vogel
- The Artist

Bérénice Bejo, James Cromwell, Jean Dujardin, John Goodman og Penelope Ann Miller
- Brudepiger

Rose Byrne, Jill Clayburgh, Ellie Kemper, Matt Lucas, Melissa McCarthy, Wendi McLendon-Covey, Chris O'Dowd, Maya Rudolph og Kristen Wiig
- The Descendants

Beau Bridges, George Clooney, Robert Forster, Judy Greer, Matthew Lillard og Shailene Woodley
- Midnight in Paris

Kathy Bates, Adrien Brody, Carla Bruni, Marion Cotillard, Rachel McAdams, Michael Sheen og Owen Wilson

#### Outstanding Performance by a Stunt Ensemble in a Motion Picture
Harry Potter og Dødsregalierne - del 2
- The Adjustment Bureau
- Cowboys & Aliens
- Transformers 3
- X-Men: First Class

### Fjernsyn

#### Outstanding Performance by a Male Actor in a Television Movie or Miniseries
Paul Giamatti – Too Big to Fail som Ben Bernanke
- Laurence Fishburne – Thurgood som Thurgood Marshall
- Greg Kinnear – The Kennedys som John F. Kennedy
- Guy Pearce – Mildred Pierce som Monty Beragon
- James Woods – Too Big to Fail som Richard Fuld

#### Outstanding Performance by a Female Actor in a Television Movie or Miniseries
Kate Winslet – Mildred Pierce som Mildred Pierce
- Diane Lane – Cinema Verite som Pat Loud
- Maggie Smith – Downton Abbey som Violet, Dowager Countess of Grantham
- Emily Watson – Appropriate Adult som Janet Leach
- Betty White – Hallmark Hall of Fame: The Lost Valentine som Caroline Thomas

#### Outstanding Performance by a Male Actor in a Drama Series
Steve Buscemi – Boardwalk Empire som Nucky Thompson
- Patrick J. Adams – Suits som Mike Ross
- Kyle Chandler – Friday Night Lights som Eric Taylor
- Bryan Cranston – Breaking Bad som Walter White
- Michael C. Hall – Dexter som Dexter Morgan

#### Outstanding Performance by a Female Actor in a Drama Series
Jessica Lange – American Horror Story som Constance
- Kathy Bates – Harry's Law som Harriet "Harry" Korn
- Glenn Close – Damages som Patty Hewes
- Julianna Margulies – The Good Wife som Alicia Florrick
- Kyra Sedgwick – The Closer som Brenda Leigh Johnson

#### Outstanding Performance by a Male Actor in a Comedy Series
Alec Baldwin – 30 Rock som Jack Donaghy
- Ty Burrell – Modern Family som Phil Dunphy
- Steve Carell – The Office som Michael Scott
- Jon Cryer – Two and a Half Men som Alan Harper
- Eric Stonestreet – Modern Family som Cameron Tucker

#### Outstanding Performance by a Female Actor in a Comedy Series
Betty White – Hot in Cleveland som Elka Ostrovsky
- Julie Bowen – Modern Family som Claire Dunphy
- Edie Falco – Nurse Jackie som Jackie Peyton
- Tina Fey – 30 Rock som Liz Lemon
- Sofía Vergara – Modern Family som Gloria Delgado-Pritchett

#### Outstanding Performance by an Ensemble in a Drama Series
Boardwalk Empire

Steve Buscemi, Dominigue Chianese, Robert Clohessy, Dabney Coleman, Charlie Cox, Josie Gallina, Lucy Gallina, Stephen Graham, Jack Huston, Anthony Laciura, Heather Lind, Kelly MacDonald, Declan McTigue, Rory McTigue, Gretchen Mol, Brady Noon, Connor Noon, Kevin O'Rourke, Aleksa Palladino, Jacqueline Pennewill, Vincent Piazza, Michael Pitt, Michael Shannon, Paul Sparks, Michael Stuhlbarg, Peter Van Wagner, Shea Whigham, Michael Kenneth Williams og Anatol Yusef
- Breaking Bad

Jonathan Banks, Betsy Brandt, Ray Campbell, Bryan Cranston, Giancarlo Esposito, Anna Gunn, RJ Mitte, Dean Norris, Bob Odenkirk og Aaron Paul
- Dexter

Billy Brown, Jennifer Carpenter, Josh Cooke, Aimee Garcia, Michael C. Hall, Colin Hanks, Desmond Harrington, Rya Kihlstedt, C.S. Lee, Edward James Olmos, James Remar, Lauren Vélez og David Zayas
- Game of Thrones

Amrita Acharia, Mark Addy, Alfie Allen, Josef Altin, Sean Bean, Susan Brown, Emilia Clarke, Nikolaj Coster-Waldau, Peter Dinklage, Ron Donachie, Michelle Fairley, Jerome Flynn, Elyes Gabel, Aidan Gillen, Jack Gleeson, Iain Glen, Julian Glover, Kit Harington, Lena Headey, Isaac Hempstead Wright, Conleth Hill, Richard Madden, Jason Momoa, Rory McCann, Ian McElhinney, Luke McEwan, Roxanne McKee, Dar Salim, Mark Stanley, Donald Sumpter, Sophie Turner og Maisie Williams
- The Good Wife

Christine Baranski, Josh Charles, Alan Cumming, Matt Czuchry, Julianna Margulies, Chris Noth, Archie Panjabi, Graham Phillips og Makenzie Vega

#### Outstanding Performance by an Ensemble in a Comedy Series
Modern Family

Aubrey Anderson-Emmons, Julie Bowen, Ty Burrell, Jesse Tyler Ferguson, Nolan Gould, Sarah Hyland, Ed O'Neill, Rico Rodriguez, Eric Stonestreet, Sofía Vergara og Ariel Winter
- 30 Rock

Scott Adsit, Alec Baldwin, Katrina Bowden, Kevin Brown, Grizz Chapman, Tina Fey, Judah Friedlander, Jane Krakowski, John Lutz, Jack McBrayer, Tracy Morgan, Maulik Pancholy og Keith Powell
- The Big Bang Theory

Mayim Bialik, Kaley Cuoco, Johnny Galecki, Simon Helberg, Kunal Nayyar, Jim Parsons og Melissa Rauch
- Glee

Dianna Agron, Chris Colfer, Darren Criss, Ashley Fink, Dot Marie Jones, Jane Lynch, Jayma Mays, Kevin McHale, Lea Michele, Cory Monteith, Heather Morris, Matthew Morrison, Mike O'Malley, Chord Overstreet, Lauren Potter, Amber Riley, Naya Rivera, Mark Salling, Harry Shum, Jr., Iqbal Theba og Jenna Ushkowitz
- The Office

Leslie David Baker, Brian Baumgartner, Creed Bratton, Steve Carell, Jenna Fischer, Kate Flannery, Ed Helms, Mindy Kaling, Ellie Kemper, Angela Kinsey, John Krasinski, Paul Lieberstein, B.J. Novak, Oscar Nuñez, Craig Robinson, Phyllis Smith, Rainn Wilson og Zach Woods

#### Outstanding Performance by a Stunt Ensemble in a Television Series
Game of Thrones
- Dexter
- Southland
- Spartacus: Gods of the Arena
- True Blood

## Eksterne links
- SAG Awards official siteArkiveret 21. april 2012 hos  Wayback Machine